# Kal (Pecka)
Kal je malá vesnice, část obce Pecka v okrese Jičín. Nachází se asi 4 km na jihovýchod od Pecky. V roce 2009 zde bylo evidováno 45 adres. V roce 2001 zde trvale žilo 48 obyvatel.
Kal je také název katastrálního území o rozloze 3,71 km2.

## Historie
První písemná zmínka o obci pochází z roku 1497.

## Pamětihodnosti
- Vodní mlýn čp. 39
- Kovárna čp. 49
- Socha sv. Jana Nepomuckého, na dvoře čp. 11
- Výšinné opevněné sídliště – hradiště Kal, archeologické stopy
- Přírodní památka Kalské údolí